# Cheeranahalli, Holalkere
Cheeranahalli là một làng thuộc tehsil Holalkere, huyện Chitradurga, bang Karnataka, Ấn Độ.